# Jonas Aden

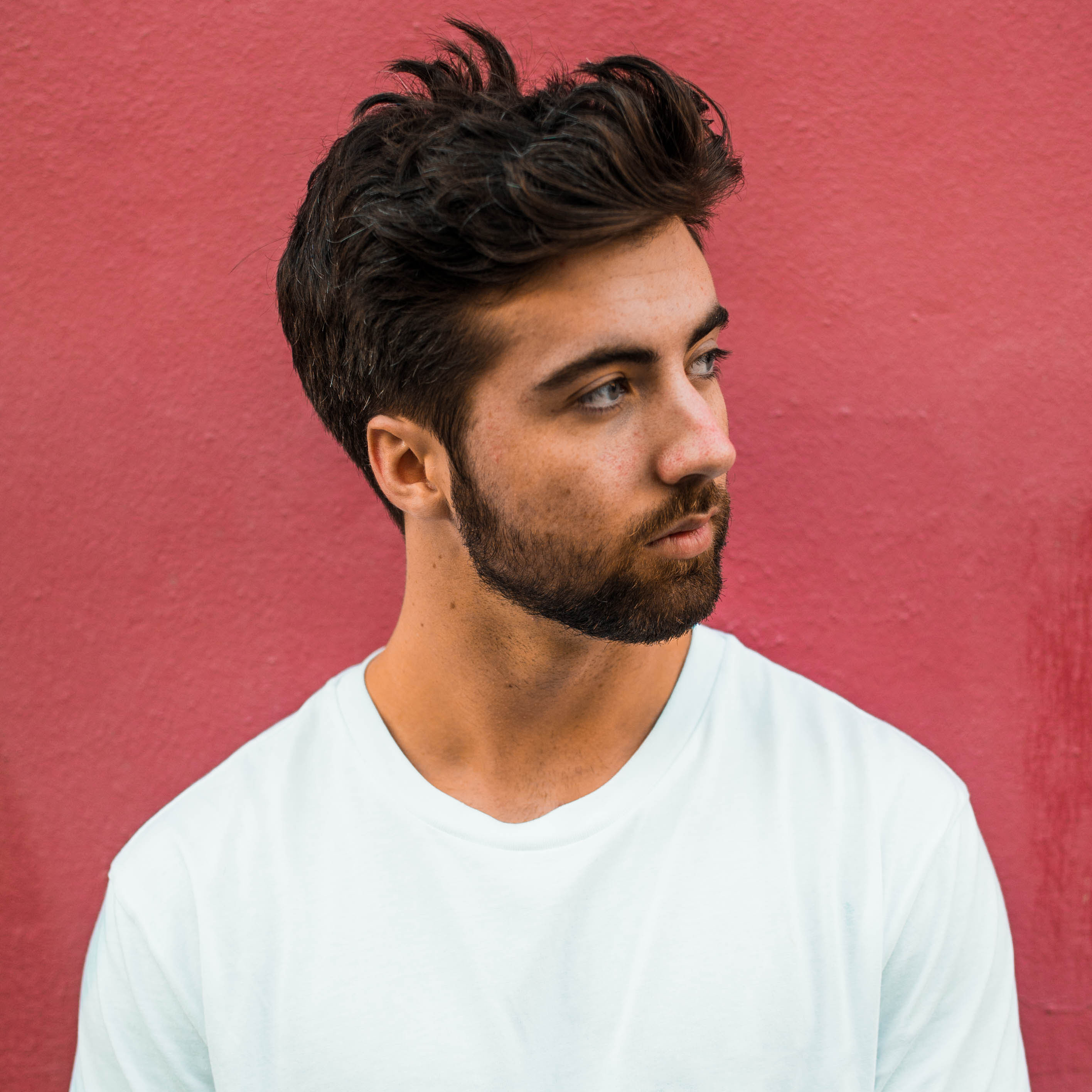
Jonas Aden

Jonas Engelschiøn Mjåset (nacido el 8 de septiembre de 1996), más conocido como Jonas Aden o Aden Foyer, es un DJ, productor musical, cantante, músico y compositor noruego de Oslo. Hasta 2021 estuvo activo en el género EDM Future House bajo el nombre artístico de Jonas Aden. En octubre de 2022, regresó como cantautor bajo el nombre artístico Aden Foyer con la canción The Ballet Girl, que alcanzó el número dos en la lista de sencillos noruegos.

## Carrera
A mediados de 2015, Jonas Aden inició su carrera musical lanzando remixes no oficiales de éxitos como Lean on, Heads Will Roll y Secrets.
En el otoño de 2015, Aden lanzó su sencillo debut Fall Under Skies con Robby East con la discográfica Heldeep Records. Esta canción se ha reproducido millones de veces en SoundCloud en poco tiempo y alcanzó el puesto 22 en Beatport House Charts. Su segundo sencillo, Temple, siguió en la primavera de 2016. Este alcanzó el Top 40 en Beatport House Charts. La canción I Don't Speak French (Adieu), realizada en colaboración con Rebmoe, alcanzó el número 10 en las listas de música Dance belgas en junio de 2019. Ese mismo año, Aden colaboró con Alan Walker y ASAP Rocky en su sencillo Live Fast. La canción es el tema principal del juego móvil PUBG Mobile. A finales de enero de 2021, lanzó con Universal Music el sencillo I Hope You Know junto con Mike Williams. En febrero de 2021, Aden anunció que se tomaría un descanso indefinido de la música debido al estado de su salud mental.
En octubre de 2022, Aden anunció su regreso como "Aden Foyer" a través de las redes sociales. El 21 de octubre, lanzó su primera canción influenciada por el pop, The Ballet Girl. La canción alcanzó el puesto número dos en la lista de sencillos noruegos en noviembre de 2022.

## Discografía

### Sencillos

#### Como Jonas Aden
2015
- What You Want
- Fall Under Skies (con Robby East)

2016
- Temple
- Young God
- Feel My Soul
- Take Me Away (con Brooks)
- Breathe (con Kings)

2017
- David & Goliath

2018
- I Dip You Dip
- Strangers Do

2019
- Meet You
- Blackbird (con ELS)
- I Don't Speak French (Adieu) (ft. RebMoe)
- Your Melody (con Mesto)
- Riot (con Brooks)
- Tell Me A Lie
- Library Thugs (con Conor Ross, ft. RebMoe)

2020
- My Love Is Gone
- Late At Night
- Community (con Zave)

2021
- I Hope You Know (con Mike Williams)

#### Como Aden Foyer
2022
- The Ballet Girl

### Remixes
2016
- Quintino x Cheat Codes – Can’t Fight It

2019
- Zedd & Katy Perry – 365
- Tiësto, Jonas Blue & Rita Ora – Ritual

### Coproducciones y participaciones
2019
- Alan Walker & ASAP Rocky - Live Fast